# 埃氏擬麗魚
埃氏擬麗魚，為輻鰭魚綱鱸形目隆頭魚亞目慈鯛科的其中一種，被IUCN列為易危保育類動物，分布於非洲莫三比克的淡水流域，棲息深度可達10公尺，體長可達7.9公分，棲息在岩石底質水域，以藻類為食，雄魚具有領域性，可做為觀賞魚。

## 擴展閱讀
維基物種上的相關：埃氏擬麗魚